# Realul, imaginarul și simbolicul

"Schema R" Cele trei registre în topicul lacanian, caz în care avem:
Triunghiul din coltul de sus: imaginar;
Φ: falus imaginar;
S: subiectul inconștientului;
m: eul (moi, yo);
Trapezul central: ceea: realul concret;
Triunghiul din colțul dreapta jos: simbolicul;
M: mama simbolică;
a: celalalt imaginar (obiect al);
I: eu (moi, yo) ideal;
a': EuI (sinele) la întâlnirea cu celălalt imaginar;
P: Legea / Numele Tatălui;
A: Marele "al doilea eu"

Realul, imaginarul și simbolicul sunt termeni utilizați de către Jacques Lacan ca substantive de gen neutru, pentru a indica mai multe câmpuri (domenii) sau dimensiuni, pe care el le-a numit "registre" ale psihicului. În psihanaliza de orientare lacaniană aceste trei înregistrări sunt relaționate intre ele, formând un topic. Acest topic este o structură care poate fi reprezentata într-un mod exemplificativ, ca elemente legate într-un mod similar (nu forțat identice) la un nod borromeo. Potrivit lui Lacan, aceste trei registre face posibil funcționamentul psihic, astfel încât orice entitate, mecanism sau proces psihic poate fi concentrat și analizat în aspectele lor imaginare, reale și simbolice. Astfel, spre exemplu, un proces de gândire al ordinii simbolice implică întotdeauna o bază sau un suport în realul-concret și o reprezentare în registrul imaginarului.